# 2933 Амбер
2933 Амбер (1983 HN, 1938 RB, 1940 CE, 1949 FT, 1950 NE1, 1951 WT, 1978 EB1, 1980 TE2, A917 TE, 2933 Amber) — астероїд головного поясу, відкритий 18 квітня 1983 року.
Тіссеранів параметр щодо Юпітера — 3,398.